# ハートピア春江
ハートピア春江（ハートピアはるえ）は、福井県坂井市春江町にある公立の複合文化施設。正式名称はYURI文化情報交流館（ユリぶんかじょうほうこうりゅうかん）であるが、一般には「ハートピア春江」の愛称で知られる。1995年（平成7年）5月に開館。優良ホール100選に選ばれている。

## 概要
ハートピア春江は大きく分けて3つの棟から構成され、北から順に、大ホール棟には最大客席数764席の多目的ホールであるハートピアホール（大ホール）、交流棟には客席数208席の小ホールと展示交流ホール、そして、交流棟の南側には坂井市立春江図書館が併設されており、図書館棟の2階には会議室（7室）と茶室が入る。さらに、屋外には噴水広場や芝生広場などのパークが整備されている。
- 休館日：毎週火曜日　祝日の翌日　年末年始
- 貸館での利用時間：9時～22時

## 建築概要
- 設計 - 福井県建築設計監理組合[3]
- 施工 - 株式会社熊谷組[3]
- 竣工 - 1995年[3]